# Скниловок

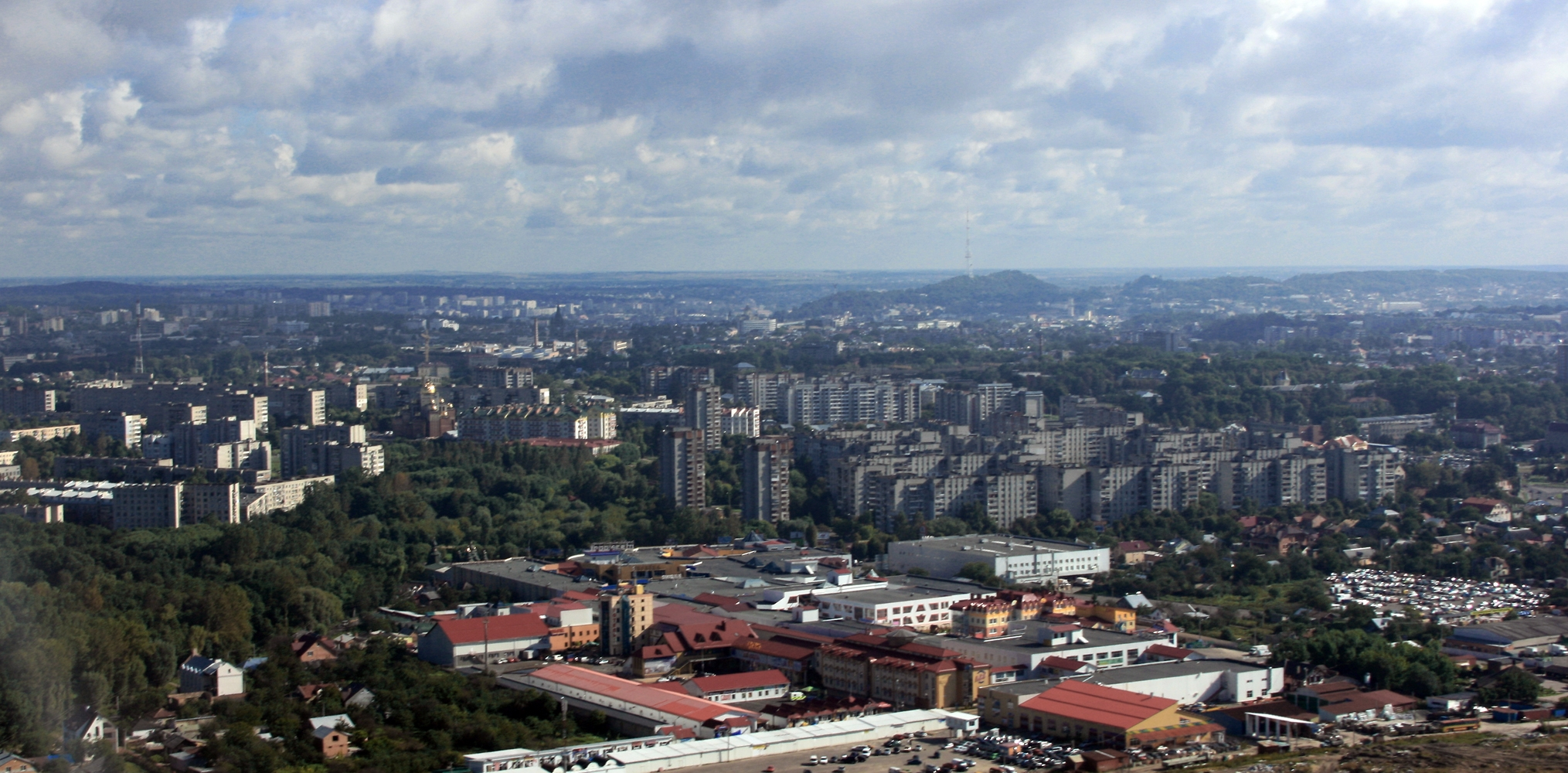
Вид на южную часть Львова: Скниловский парк, микрорайоны и частная застройка Скниловка, Южный рынок

Скнилово́к (укр. Скниліво́к) — местность в Железнодорожном районе Львова (Украина), находящаяся между чертой города и улицами Любинской, Ивана Выговского и Кульпарковской.

## История
В 1427 году владелец села Зубра Ян Берава Зубрский заложил село Скнилов. В первой половине XVI века вблизи Скнилова поселилось несколько семей, а их поселение назвали Скниловком (впервые зафиксировано в документах в 1433 году). Позже село перешло в собственность города, а в 1607 году — в собственность городской больницы.
В 1772 году перед захватом Галиции Австрией в районе Скниловка и Скнилова в течение трёх месяцев стояло лагерем австрийское войско, прежде чем войти во Львов через Краковские ворота 21 сентября 1772 года.
В советский период решением Львовского облисполкома от 13 июня 1952 года Скниловок был включен в пределы города вместе с населёнными пунктами Подсигновка и Сихов Пустомытовского района. Территория бывшего села была застроена микорорайонами, однако сохранилась также и частная малоэтажная застройка. В советское время здесь были проложены несколько троллейбусных линий (№ 3, 9, 10). Рядом со Скниловком был построен Львовский аэропорт. К местности прилегают устроенный в советское время Скниловский парк (основанный как Парк имени 50-летия СССР) и построенный в 1990—2000-е крупный торгово-промышленный комплекс — рынок «Южный».